# Kavalhosur, Channarayapatna
Kavalhosur là một làng thuộc tehsil Channarayapatna, huyện Hassan, bang Karnataka, Ấn Độ.